# Зіграй мені перед смертю
«Зіграй мені перед смертю» (англ. «Play Misty for Me») — американський кінофільм-трилер 1971 року, у якому Клінт Іствуд виконав головну роль та дебютував як режисер.

## Сюжет
Диск-жокей заводить роман із однією зі своїх шанувальниць. Легкі стосунки перетворюються на кошмар для нього. Переслідуваний жінкою, яка втратила контроль над собою, він не знає, як позбутися її.

## У ролях
- Клінт Іствуд — Дейв
- Джессіка Волтер — Евелін
- Донна Міллс — Тобі
- Джон Ларч — Маккаллум, сержант
- Джек Джинг — Френк
- Ірен Герві — Медж
- Джеймс Макічін — Ел Монте
- Кларис Тейлор — Бердж
- Дон Сігел — Мерфі
- Джордж Фарго — епізод
- Джек Коззлін — епізод
- Брит Лінд — Анжеліка
- Роберт С. Голмен — епізод

## Знімальна група
- Режисер — Клінт Іствуд
- Сценаристи — Дін Райснер, Джо Геймс
- Оператор — Брюс Сертіс
- Композитори — Ді Бартон, Дюк Еллінгтон
- Продюсери — Роберт Дейлі, Боб Ларсон, Дженнінгс Ленг